# رتيبة الحفني
رتيبة الحفني (2 ديسمبر 1931 - 16 سبتمبر 2013) هي مغنية أوبرا مصرية عالمية، أدت أكثر من 500 عرض اوبرا، وعميدة معهد الموسيقى العربية في القاهرة، كما أنها أول امرأة تتولى منصب مدير دار الأوبرا المصرية في القاهرة.
لدى عودتها إلى القاهرة بعد أن ذاع صيت الفنانة في الغناء والموسيقى، قام الرئيس الراحل جمال عبد الناصر بترشيحها لأحد الأدوار الفنية في ذلك الوقت، حيث قام بالتوصية بها بشكل شخصي في دار الأوبرا المصرية بالقاهرة وغنت في أوبريت الأرملة الطروب في عام 1961. ومثلت بدور البطولة في أوبرا عايدة لفيردي في باريس.
حصلت على «جائزة الدولة التقديرية في الفنون» من المجلس الأعلى للثقافة المصري، في عام 2004.
واحتفل محرك البحث جوجل بذكرى ميلاد ال86 رتيبة الحفنى تقدريا لمشوارها الفنى والموسيقى

## حياتها
ولدت رتيبة الحفني في القاهرة عام 1931، وكانت نشأتها في أسرة موسيقية، فوالدها محمود أحمد الحفني الذي ألف حوالي 45 كتابا عن الموسيقى، كما كان أول من أدخل دراسة الموسيقى في المدارس المصرية.[بحاجة لمصدر] وكانت جدتها لأمها الألمانية الأصل تعمل مغنية أوبرا ألمانية. ولقد أجادت عزف البيانو وهي في سن الخامسة. كما درست الموسيقي في برلين وميونخ. وتعلمت عزف العود على يد محمد القصبجى ودفعها حبها للموسيقى إلى صقل تلك الموهبة بالدراسة الأكاديمية[بحاجة لمصدر]
عوامل كثيرة مهدت لها الطريق لتكون من العلامات البارزة في تاريخ الفن المصرى والعربى. «الجنرال رتيبة» كان هذا لقبها المنتشر في كواليس الأوبرا المصرية وفي كل مكان أسهمت في إدارته، في دلالة على الحزم والحسم وقوة الشخصية التي كانت سماتها الأساسية في مجتمع لم يتفاعل بسهولة مع فكرة وجود المرأة في المناصب القيادية

## التعليم
- حصلت على دبلوم المعهد العالى لمعلمات الموسيقى (كلية التربية الموسيقية حاليأ) 1950
- قامت بعمل دراسات عليا في الفن الشعبى من جامعة هومبولدت، برلين، من 1954 حتى 1968
- دبلوم تخصص في قيادة الكورال وتعليم الغناء الأورالى من معهد كراينر للغناء بمدينة لوكسمبروج، عام 1955
- أعلى مؤهل متخصص في الغناء الأوبرالى من المدرسة العليا للموسيقى في ميونخ، ألمانيا، عام 1955 ، «المعادل للدكتوراة المصرية»

## حياتها العملية والمناصب
- معيدة بالمعهد العالي لمعلمات الموسيقى، عام 1950.
- انتداب للعمادة في معهد الموسيقى العربية (قسم البنات) في طور إنشائه الأول، عام 1951.
- إدارة كاملة لعمادة المعهد المذكور، عام 1962 تم التعيين في وظيفة عميد المعهد بعد أن أصبح تابعاً لوزارة الثقافة، ثم لأكاديمية الفنون لمدة 29 عاماً والذي تحول إلى المعهد العالي للموسيقى العربية.
- رئيسة البيت الفني للموسيقي والأوبرا عام 1980 (بدرجة وكيل وزارة).
- إعادة التعيين كعميدة في المعهد العالي للموسيقى العربية، عام 1986.
- رئيسة للمركز الثقافي القومي (دار الأوبرا) من يونيو 1988 حتى مارس 1990.
- أستاذة متفرغة بأكاديمية الفنون (المعهد العالي للموسيقى العربية).
- مستشارة فنية لرئيس لجنة المركز الثقافي القومي (دار الأوبرا).
- رئيسة المجمع العربي للموسيقى التابع لجامعة الدول العربية.
- عضوة بالمجالس القومية المتخصصة.
- مشرفة على مركز تنمية المواهب التابع لدار الأوبرا.

## الإنتاج الفنى
- إعداد صور غنائية خاصة بأعلام الموسيقى والغناء (محمد القصبجى – سيد درويش – سيد مكاوى)، وقدمت ضمن فعاليات مهرجان الموسيقى العربية.
- المشاركة بأدوار البطولة في الأوبرات العالمية في مصر وفي بعض عواصم أوروبا وفي أمريكا
  - الإشراف على الموسيقى في البرنامج الثاني بالإذاعة المصرية من عام 1957 حتى عام 1960.
  - إعداد وتقديم برنامج الموسيقى العالمية بالتليفزيون منذ عام 1960.
  - إعداد مسلسل موسيقي تعليمي للأطفال 30 حلقة باسم اللحن المفقود.
  - إعداد وتقديم برنامج مع الموسيقى العربية بالتليفزيون لمدة 22 عامًا.

## جوائز وتكريمات
- كرم اسمها مهرجان الموسيقى العربية في دورته الـ 25  وسلم أسرتها جائزة أوسكار المهرجان
-حصلت على «جائزة الدولة التقديرية في الفنون» من المجلس الأعلى للثقافة المصري، في عام 2004. وعملت حتى النهاية كمستشارة لدار الأوبرا «رغم أمراض الشيخوخة».

## أعمالها

### المؤلفات العلمية:[5]
- أم كلثوم معجزة الغناء العربى 1996
- محمد عبد الوهاب.. حياته وفنه 1991
- محمد القصبجى.. الموسيقى العاشق 2006
- السلطانة منيرة المهدية والغناء في مصر قبلها وفي زمانها. 2002
- «الموسوعة الموسيقية للأطفال (50 جزء)» مصر – لبنان، عام 1992
- الصولفيج، الكويت، عام 1977.

## انجازاتها
- أسست أول كورال أطفال في مصر، عام 1961 (تابع لمحافظة القاهرة).
- أسست فرقة أم كلثوم للموسيقى العربية (تتبع أكاديمية الفنون).
- أسست فرقة الإنشاد الديني (تتبع أكاديمية الفنون).
- أسست الفرقة القومية للموسيقى العربية (التابع لدار الأوبرا).
- أسست كورال أطفال الأوبرا (التابع لدار الأوبرا).
- ساهمت كخبيرة في إنشاء المعهد العالي للفنون الموسيقية بالكويت لمدة 13 عاماً.

## زواجها واسرتها
تزوجت مرتين، الأولى من الموسيقار مصطفى ناجى وانجبت منه ماجدة، والثانية من المايسترو أحمد عبيد وله منها علا

## وفاتها
كما عاشت وسط النغمات والموسيقى، أوصت أن تشيع من قلب الدار التي طالما عشقتها وأعطتها عمرها؛ حيث أعلن المسئولون بالمركز الإعلامي بدار الأوبرا المصرية تشييع جنازة «الدكتورة رتيبة» من مسجد دار الأوبرا، ظهر الثلاثاء 16 سبتمبر عام 2013 ، تنفيذًا لوصيتها قبل رحيلها. وبسبب هبوط  في الدورة الدموية توفيت عن عمر ناهز 82 عام قضته في إثراء الفن المصرى والموسيقى الراقية. وشكّل رحيل الدكتورة رتيبة الحفنى صدمة لكل محبى الفن الراقى تنذر بخسارة كبيرة لا يسهل تعويضها